# Cime tempestose (film 1970)
Cime tempestose (Wuthering Heights) è un film del 1970, diretto da Robert Fuest.

## Trama
La storia viene raccontata dall'anziana cameriera Nelly. Tutto inizia quando una notte il signor Earnshaw, ricco uomo di affari, torna da un viaggio di lavoro nella sua tenuta, Cime Tempestose, e alla sua famiglia presenta un silenzioso ragazzino povero che intende accogliere in casa e crescerlo insieme ai suoi due figli Hindley e Catherine, nonostante il forte disappunto della moglie poiché non sopporta la presenza di uno zingaro nella propria casa, e poi dell'invidioso Hindley. Il trovatello, chiamato Heathcliff, però oltre all'ospitalità del suo padre adottivo, si guadagna anche l'affetto e l'amicizia della coetanea Catherine, con la quale inizia a trascorrere tantissimo tempo libero giocando nella brughiera e i due diventano inseparabili. Circa due anni dopo, la signora Earnshaw muore senza mai aver rivolto ad Heathcliff una parola gentile. La morte della donna alimenta l'odio del primogenito verso lo zingaro e inasprisce ancora di più i rapporti tra Hindley ed Heathcliff, poiché il primo teme che colui che ritiene solo un intruso possa rubargli ciò che gli spetta di diritto oltre che all'amore del padre e della sorella minore. Il signor Earnshaw per non far peggiorare le cose, decide di far studiare il figlio altrove in un collegio. Col tempo la salute del signor Earnshaw peggiora sempre di più e l'uomo diviene facilmente irritabile oltre che a mostrarsi molto infelice e durante la sua malattia, Nelly si prende cura di lui mentre Heathcliff e Catherine oramai cresciuti e abbandonati da tutti, diventano sempre più selvaggi, ribelli e spericolati. La loro amicizia è diventata profondamente solida, più intima e i due sembrano non avere bisogno di niente se non della sola necessità di rimanere insieme. Una notte però, mentre sono insieme al debole signor Earnshaw, Heathcliff e Catherine assistono alla sua morte e a seguito di questo lutto, Hindley torna a Cime Tempestose. Il ritorno del fratello cambia le sorti di Heathcliff, che diviene uno stalliere, e Catherine teme che il fratello adottivo possa andarsene e lasciarla sola, così la ragazza fa giurare al giovane di non abbandonare mai né lei né Cime Tempestose. I due giovani, capendo ormai di amarsi, si promettono solennemente di non separarsi e iniziano una relazione. Ma le cose tra Heathcliff e Catherine cominciano a precipitare quando i due entrano di nascosto nella proprietà dei ricchi Linton e la ragazza viene morsa da un cane da guardia ed è costretta a rimanere nella loro tenuta per un lungo periodo di convalescenza. Qui Catherine fa la conoscenza di Edgar Linton, un giovane che è totalmente l'opposto di Heathcliff, poiché Edgar è uno scapolo raffinato, pacato e gentile e rimane affascinata e influenzata dallo stile di vita piena di agi che i Linton conducono.
Quando Catherine torna a Cime Tempestose, Heathcliff sembra non riconoscerla e tra i due si crea un clima molto teso e pieno di incomprensioni, dato che Heathcliff comincia ad essere geloso di Edgar oltre a sentirsi molto trascurato dall'amata. La situazione arriva ad un punto di non ritorno quando un pomeriggio Heatchliff, nelle stalle, tenta di parlare con Catherine per chiederle di non andare almeno per un giorno a trovare i Linton e passare del tempo con lui, poiché è tanto tempo che non la vede e quando cerca di accarezzarla Catherine reagisce malamente, intimandolo a non toccarla con le sue mani sporche. Heatchliff, offeso, in un impeto di rabbia macchia il viso di Catherine per poi schiaffeggiarla facendola cadere e la ragazza ne rimane turbata. Più tardi, nelle cucine, Catherine si confida con Nelly, alla quale rivela di aver accettato la proposta di matrimonio di Edgar ma specifica che pur volendo bene al giovane, sente di star sbagliando e in questo c'entra Heathcliff. Quest'ultimo viene visto da Nelly mentre è nascosto e sta sentendo le parole di Catherine. La giovane, confessa a Nelly che sposare Heathcliff per lei sarebbe davvero degradante essendo lui selvaggio, maleducato e privo di cultura ed educazione. Heathcliff sente con sgomento le dure parole della ragazza e sentendosi tradito e umiliato, fugge via. Proprio in quel momento Catherine realizza che il giovane ha sentito tutto e comprendendo l'errore che ha commesso, disperata, lo insegue e lo cerca nella brughiera fino a tarda notte. Il dolore causato dalla fuga di Heathcliff, unita al senso di colpa, compromette irreparabilmente la salute di Catherine che poco tempo dopo sposa Edgar e si trasferisce con Nelly nell'abitazione dei Linton.
Qualche anno dopo, Heathcliff con gran sorpresa di tutti ritorna ed è diventato elegante e ricco. Dopo un breve inizio freddo e di imbarazzo, la passione tra Heathcliff e Catherine risboccia più potente di prima e i due giovani comprendono di non aver mai smesso di amarsi, ma quello che Heathcliff ha in mente è di vendicarsi di tutti coloro che gli hanno fatto un torto, a cominciare da Hindley per averlo sempre maltrattato, poi contro Edgar per avergli portato via Catherine e infine contro l'amata stessa, non perdonandole il modo infantile ed egoista in cui l'ha trattato preferendo Edgar a lui. Per attuare la sua vendetta Heathcliff corteggia Isabella, la sorella di Edgar, scatenando la grande gelosia di Catherine, che nel mentre ha scoperto di essere incinta.
Le condizioni di Catherine peggiorano notevolmente, tanto che dopo le viene negato di rivedere Heathcliff finisce con l'ammalarsi di dolore e a questo punto l'uomo, raggiunge il capezzale di Catherine e i due coscienti del fatto che la donna non sopravviverà ancora per molto si dichiarano il loro platonico, intenso e passionale amore, con Catherine che chiede perdono ad Heathcliff per averlo tradito. Catherine in seguito, muore dopo aver partorito la figlia di Edgar ed Heathcliff impazzisce immediatamente per la disperazione e, logorato dal rimorso e dal tormento, supplica l'amata sulla sua tomba di non abbandonarlo. Infine Heathcliff, perseguitato dalla visione del fantasma di Catherine, lo segue fino all'immensa brughiera dove lui e l'amata trascorrevano le giornate da piccoli.
La storia finisce con lo spirito di Heathcliff che si ricongiunge a quello di Catherine, la quale corre insieme all'amato nell'infinità della brughiera.

## Produzione
Il film fu prodotto dall'American International Pictures (AIP).

## Distribuzione
Il produttore Samuel Z. Arkoff appare nei credits come presentatore. Il film uscì nel Regno Unito il 9 giugno 1970. Sul mercato americano, arrivò il 23 dicembre con una prima tenuta a Los Angeles. Venne quindi presentato a New York (18 febbraio 1971) e a San Francisco (3 marzo 1971).